# Greta Monika Tučkutė
Greta Monika Tučkutė (* 10. Mai 1981) ist eine litauische Juristin und Politikerin, Vizeministerin der Verteidigung.

## Leben
Von 1996 bis 2000 absolvierte Greta Monika Tučkutė das International Baccalaureate, ein internationales Abitur auf Englisch am Lyzeum Vilnius, von 2000 bis 2004 das Bachelorstudium der Rechtswissenschaft an der Mykolo Romerio universitetas in Vilnius, 2005 das Masterstudium in Konflikt- und Friedenssicherungsstudien an der Katholischen Universität Leuven, Belgien.
Von 1998 bis 2000 war sie EU-Phare-Projektassistent am Landwirtschaftsministerium Litauens und von  2001 bis 2002 Koordinatorin der EU-Integration der litauischen Gewerkschaften. Von 2002 bis 2003 leitete sie als Geschäftsführerin das Unternehmen UAB „Area Nova“ und von 2005 bis 2017 als Geschäftsführer das Zentrum für Geopolitische Studien.
Von 2011 bis 2013 war sie Leiterin des Verkaufs- und Marketingservice im Staatsunternehmen AB „Giraitės Ginkluotės Gamykla“. Von 2017 bis 2020 arbeitete sie als Beraterin des Verteidigungsministers Raimundas Karoblis und 2020 als Beraterin in der Gruppe für nationale Verteidigungspolitik des Ministeriums.
Von 2020 bis 2023 war sie Beraterin der Human Security Unit unter der Sonderbeauftragten des NATO-Generalsekretärs für Frauen, Frieden und Sicherheit. Seit Februar 2023 ist sie Stellvertreterin von Arvydas Anušauskas, des Verteidigungsministers Litauens, Vizeministerin der Verteidigung im Kabinett Šimonytė.
Greta Monika Tučkutė ist ledig.

## Quelle
- Leben

| Personendaten    | Personendaten                       |
| ---------------- | ----------------------------------- |
| NAME             | Tučkutė, Greta Monika               |
| KURZBESCHREIBUNG | litauische Juristin und Politikerin |
| GEBURTSDATUM     | 10. Mai 1981                        |